# Ajtalina Afanasjewa
Ajtalina Sawwiczna Afanasjewa (ros. Айталина Саввична Афанасьева; ur. 4 lipca 1969) – radziecka i rosyjska śpiewaczka operowa, solistka Państwowego Teatru Opery i Baletu Republiki Sacha. 

## Nagrody i odznaczenia
Ludowy Artysta Federacji Rosyjskiej (2021); w 2002 była laureatką jednej z kategorii Międzynarodowego Konkursu Muzycznego im. Piotra Czajkowskiego